# Уша (река)
Уша (блр. Уша, Вуша; рус. Уша) белоруска је река која протиче пеко територија Валожинског и Маладзеченског рејона Минске области, лева притока реке Вилије (део сливног подручја реке Њемен и Балтичког мора). 
Извире северозападно од села Будровшчина у Валожинском рејону у подручју брда Мајак (трећег по висини узвишења у Белорусији). Тече у границама Минског побрђа и улива се у реку Вилију након 75 km тока (недалеко од села Шиково). 
Површина сливног подручја Уше је 780 km², а просечан проток у зони ушћа је око 6,01 m³/s. 
Наплавна равница уз реку је доста ниска, ширине око 400 до 700 м у горњем делу тока, и 4 до 5 km ниводно од града Маладзечна у доњем делу тока. Највећим делом корито Уше је канализовано. 